# Веслування на каное

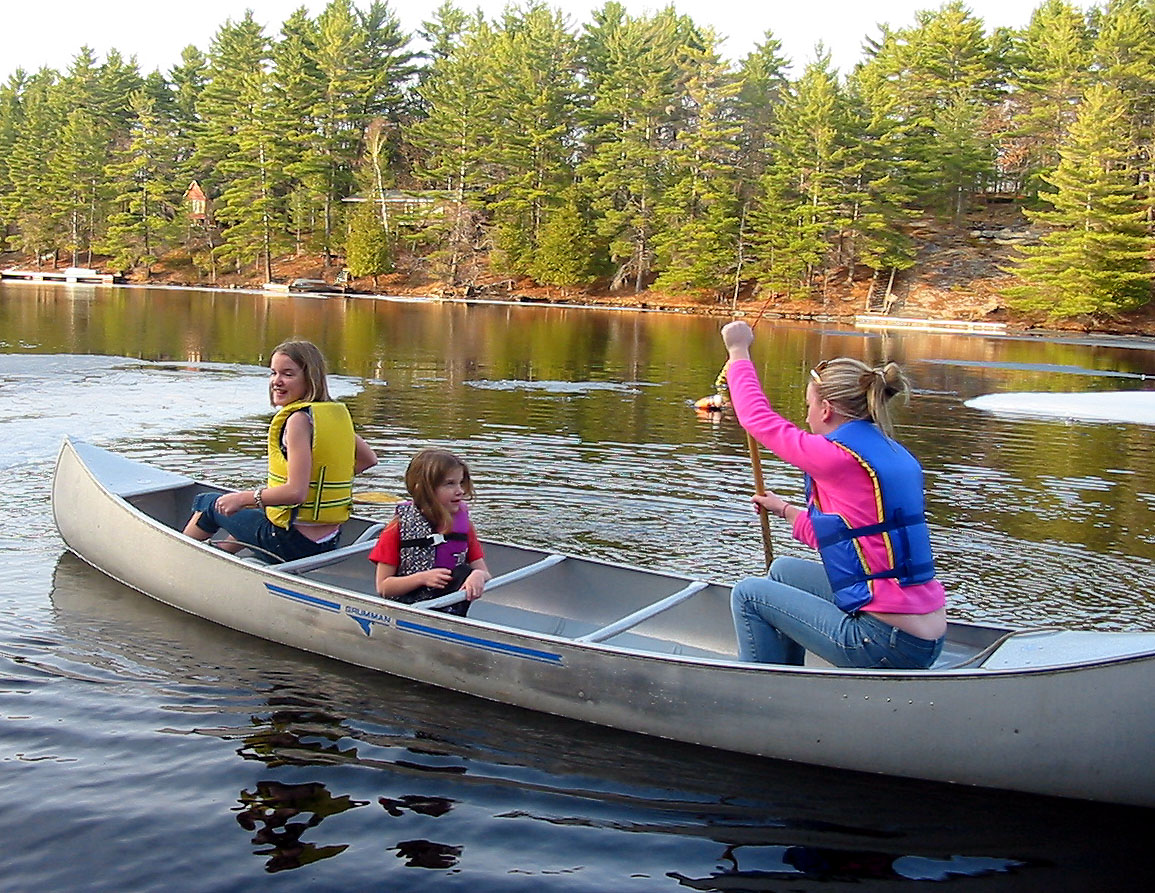
Сім'я пливе на каное

Веслування на каное — переміщення по воді за допомогою каное. Для веслування використовується безкочетове однолопастне весло-гребок. Як спортивна дисципліна веслування на каное входить в олімпійські види спорту веслування на байдарках і каное і веслувальний слалом.

## Історія

### Етимологія та походження
Під традиційним каное розуміється видовбаний човен північноамериканських індіанців. Човни схожої конструкції використовувались при заселенні Полінезії і Південної Америки.
У Великій Британії, родоначальниці спортивного веслування на каное, під цим поняттям мається на увазі не тільки веслування на каное, але і на байдарках (каяках), що технічно неправильно, але повністю відповідає російській назві виду спорту.

### Історія виду спорту

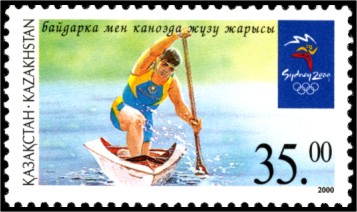
Спортивна посадка при веслуванні на каное

В новітній час веслування на каное перетворилась в вид спорту. Як спорт, її вперше представив шотландський дослідник Джон Макгрегор, який побачив каное і каяк в 1858 році в Канаді. Після повернення до Великої Британії він побудував власне каное і спустився за його допомогою по декільком річкам Великої Британії, материкової Європи і Середнього Сходу. Про свої подорожі Макгрегор розповів в книзі, а в 1866 році заснував Королівський каное-клуб (англ. Royal Canoe Club). В 1874 році клуб організував перші змагання з веслування на каное — Paddling Challenge Cup. В 1924 році асоціації з веслування Австрії, Німеччини, Данії і Швеції заснували організацію Internationalen Representation for Kanusport (IRK), попередницю Міжнародної федерації каное (англ. International Canoe Federation).

## Використання каное
Використання однолопастного лопатоподібного весла є основною відмінністю веслування на каное від веслування на байдарці, де використовується дволопастне весло. Спортивне веслування на гладкій воді також потребує іншої посадки каноїста: спортсмен стоїть на коліні однієї ноги, поставивши іншу в положенні попереду себе.

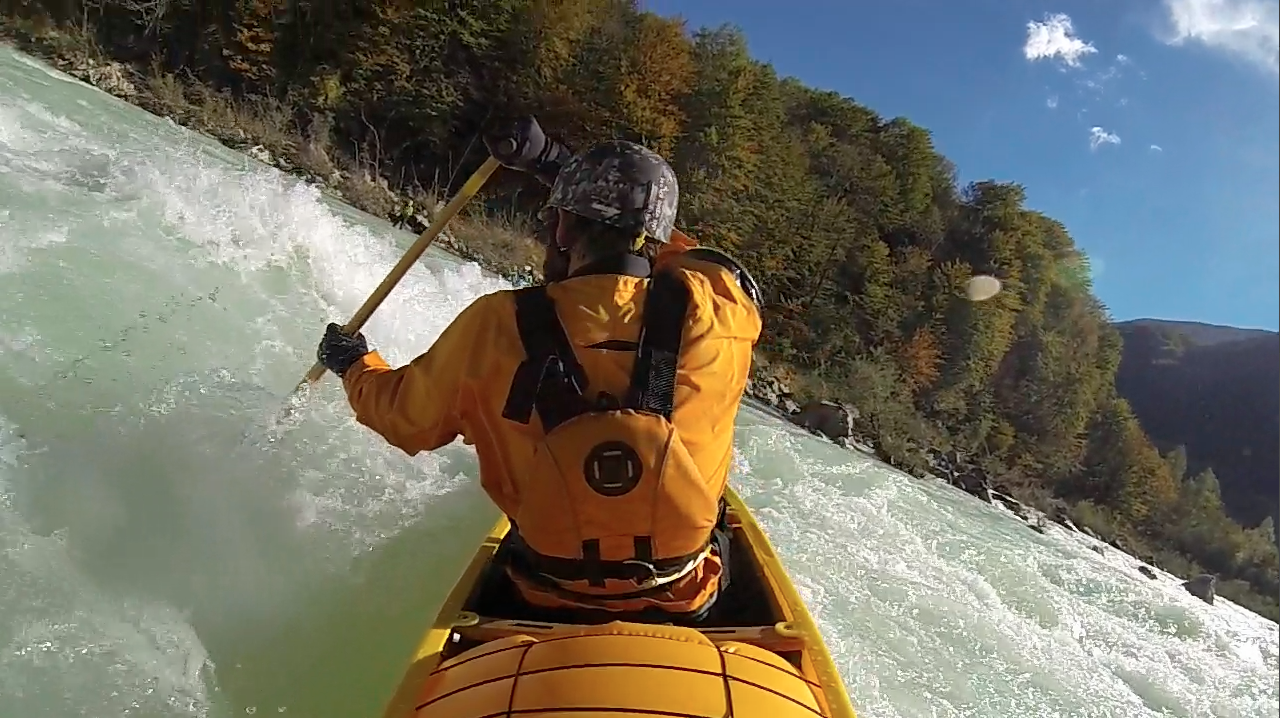
Веслувальний слалом на каное

В веслувальному слаломі гребець сидить на невисокому п'єдесталі і одночасно спирається на обидва коліна. В інших випадках: при прогулянках, в туристичних подорожах — гребець може сидіти в човні зручним для себе способом.
Вважається, що каное схильне до перевертання, однак при належному використанні це буде відбуватись не часто. Посадка в каное повинна відбуватись обережно: треба сідати в човен в центрі, триматись якнайнижче і триматись за обидва борти. Коли людина знаходиться в човні, треба уникати різких рухів і намагатись зберегти центр ваги якнайнижче. Походи на каное в бурхливу погоду і під час сильного вітру небажані.
Спортивна техніка веслування на каное потребує, щоб весло починало рух в вертикальному положенні по відношенню до води. Одна рука при цьому лежить на Т-подібній ручці, а інша — ближче до лопаті весла. Гребок здійснюється за рахунок повороту торса, руки слугують простим передавачем і включаються в роботу тільки в кінці, щоб підняти весло з води і перемістити вперед.

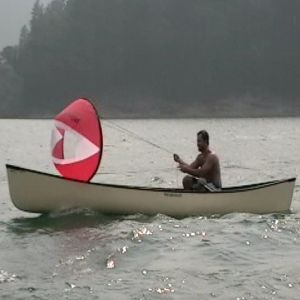
Плавання на каное з вітрилом (озеро Рут, Каліфорнія)

Можливо веслувати на каное вдвох, при цьому гребцям слід використовувати весла з протилежних бортів. Туристичні каное також можуть обладнуватись невеликим вітрилом і використовувати для переміщення енергію вітру.